# GU Ventures
GU Ventures tidigare GU Holding AB är ett företag som sedan 1995 kommersialiserar forskningsresultat genom att tillhandahålla kapital och affärskompetens till projekt och företag med anknytning till Göteborgs universitet. 
Verksamheten bedrivs i form av en inkubator och i form av en såddinvesteringsverksamhet. Huvudsyftet är att bidra till tillväxt i regionen liksom att bidra till utveckling av universitetets och dess anställdas nyttiggörandearbete. 
2014 blev GU Ventures rankat som topp-10 i Europa av UPI bland universitetsnära inkubatorer. 
GU Ventures har ca 15 anställda och en portfölj bestående av ca 40 bolag och 10 affärsprojekt, som ännu inte bolagiserats, vilka tillsammans sysselsätter drygt 100 personer. Totalt har GU Ventures medverkat till ett 60-tal start-ups, som sammanlagt omsätter en kvarts miljard kronor. 
Utöver sin inkubator- och investeringsverksamhet bedriver GU Ventures verksamhet enligt ett uppdragsavtal med Göteborgs universitet. 
VD sedan 2007 är Klementina Österberg.